# کونچرویانو
کونچرویانو (به ایتالیایی: Concerviano) یک کومونه در ایتالیا است که در استان ریتی واقع شده‌است.

## خصوصیات
کونچرویانو ۲۱٫۴ کیلومترمربع مساحت و ۳۴۳ نفر جمعیت دارد و ۵۶۰ متر بالاتر از سطح دریا واقع شده‌است.